# 外患罪
外患罪（がいかんざい）は、外国と通謀して日本国に対し武力を行使させ、または日本国に対して外国から武力の行使があったときにこれに加担するなど外国に軍事上の利益を与える犯罪である。
現在、「外患誘致罪」（刑法81条）、「外患援助罪」（刑法82条）および両罪の未遂罪、予備・陰謀罪が定められており、刑法第2編第3章に外患に関する罪として規定されている。
刑法が規定する罪としては最も重罪であるが、現在までに適用された例はない。

## 概説
外患罪は国家の存立に対する罪であり、刑法の中でも最も厳しい刑罰を科すものである。未遂・予備に留まらず、陰謀をすることによって処罰されうる点でも特異である。内乱罪が国家の対内的存立を保護法益とするのに対し、外患罪は国家の対外的存立を保護法益とする。
本罪の罪質については、国民の国家に対する忠実義務違反であるとする説と国家の存立の危殆化を罰するものであるとする説とがある。
本罪は国内犯はもちろん国外犯にも適用がある（刑法1条・刑法2条3項）。通常、「武力の行使」は国際法上の戦争までは意味しないと解されるが、何を以って武力とし（たとえば国内の自衛隊や警察の装備及び人員の利用など）、どのような手段を以って行使とするかについて明確な法解釈は存在しない。
外交問題にも直結するため、警察・検察、裁判所ともに適用に非常に消極的で、同罪状で立件した例はいまだにない。1942年に起訴されたゾルゲ事件において適用が検討されたが、公判維持の困難さのために見送られ、国防保安法、治安維持法等により起訴された。
外患誘致罪と外患援助罪は裁判員制度の対象となる。なお、裁判員制度には「裁判員や親族に対して危害が加えられるおそれがあり、裁判員の関与が困難な事件」（裁判員法3条）については、対象事件から除外できる規定がある。
元来は戦争状態の発生および軍隊の存在を前提とした条文だったが、日本国憲法第9条の関係で、昭和22年（1947年）の「刑法の一部を改正する法律」（昭和22年法律第124号）により根本的に改正され、「戰端ヲ開カシメ」「敵國ニ與シテ」等の字句や、利敵行為条項（第83条-第86条）・戦時同盟国に対する行為（第89条）等、日本国政府が戦争の当事者であることを意味する規定を削除・改正している。
ただし、武力の行使が前提となることに変わりはない（サイバー攻撃や金融・通貨を含む経済戦争には対応していない）。
刑法新旧条文の比較は以下の通り。
旧条文
（[ ]内の要約は原文には存在しない。）
- 第81条［外患誘致］ 外國ニ通謀シテ帝國ニ對シ戰端ヲ開カシメ又ハ敵國ニ與シテ帝國ニ抗敵シタル者ハ死刑ニ處(処)ス
- 第82条［外患援助］ 要塞、陣營、軍隊、艦船其他軍用ニ供スル場所又ハ建造物ヲ敵國ニ交附シタル者ハ死刑ニ處ス
兵器、彈藥其他軍用ニ供スル物ヲ敵國ニ交附シタル者ハ死刑又ハ無期懲役ニ處ス
- 第83条［通謀利敵］ 敵國ヲ利スル爲、要塞、陣營、艦船、兵器、彈藥、汽車、電車、鐵道、電線其他軍用ニ供スル場所又ハ物ヲ損壊シ若クハ使用スルコト能ハサルニ至ラシメタル者ハ死刑又ハ無期懲役ニ處ス
- 第84条［同前］ 帝國ノ軍用ニ供セサル兵器、彈藥其他直接ニ戰闘ノ用ニ供ス可キ物ヲ敵國ニ交附シタル者ハ無期又ハ三年以上ノ懲役ニ處ス
- 第85条［同前］ 敵國ノ爲メニ間諜ヲ爲シ又ハ敵國ノ間諜ヲ幇助シタル者ハ死刑又ハ無期若クハ五年以上ノ懲役ニ處ス
軍事上ノ機密ヲ敵國ニ漏泄シタル者亦同シ
- 第86条［同前］ 前五條ニ記載シタル以外ノ方法ヲ以テ敵國ニ軍事上ノ利益ヲ與ヘ又ハ帝國ノ軍事上ノ利益ヲ害シタル者ハ二年以上ノ有期懲役ニ處ス
- 第87条［未遂］ 前六條ノ未遂罪ハ之ヲ罰ス
- 第88条［外患予備・陰謀］ 第八十一條乃至八十六條ニ記載シタル罪ノ豫備又ハ陰謀ヲ爲シタル者ハ一年以上十年以下ノ懲役ニ處ス
- 第89条［戦時同盟国に対する行為］ 本章ノ規定ハ戰時同盟國ニ對スル行爲ニ亦之ヲ適用ス

新条文

## 外患誘致罪

### 保護法益
本罪の保護法益は国家の対外的存立である。

### 行為
外国と通謀して日本国に対して武力を行使させることを内容とする（81条）。
この場合の「外国」とは、外国人の私的団体ではなく外国政府を意味する。ただし、日本国政府との国交の有無はもちろん、国際法における国家の成立要件を完全に備えていることは要件とはならない。「通謀」とは、意思の連絡を生ずることをいう。
内容としては、外国政府に働きかけ武力行使することを勧奨したり、外国政府が日本国に対して武力を行使しようとすることを知って、当該の武力行使に有利となる情報を提供する行為をいう。「武力の行使」とは軍事力を用い日本国の安全を侵害することを言うが、国際法上の戦争までを意味しない。具体的には、外国政府が、安全侵害の意思を持って、公然と日本国領土に軍隊を進入させたり、砲撃・ミサイル攻撃等を加えることをいう。
本罪の着手時期は、武力行使の目的を持って通謀行為を開始したとき、または、継続的な連絡行為後、外国政府が武力行使の意思を生じた時に画されるであろう。既遂は、外国が武力を行使したときに成立する。

### 法定刑
本罪の法定刑は死刑のみ（絶対的法定刑）であり、現行刑法上で最も重い罪である。また、未遂罪も処罰されるため（刑法87条）、死亡者が発生しなくても死刑となる。ただし、法定減軽・酌量減軽は可能である。たとえば、大掛かりな犯罪であるのでまず考えられないが、少年法上において死刑を科すことのできない18歳未満の者がこの罪を犯した場合は無期拘禁刑を科すものと考えられている。本法が制定されて以来、現在までにこの罪を犯した者および裁かれた者は存在しない。

### 未遂
本罪の未遂は罰する（刑法87条）。

### 共犯
外患誘致の教唆をなし、又はこれらの罪を実行させる目的をもってその罪のせん動をなした者は、7年以下の懲役又は禁錮に処される（破壊活動防止法38条1項）。
この場合に教唆された者が教唆に係る犯罪を実行するに至ったときは、刑法総則に定める教唆の規定の適用は排除されず、双方の刑を比較して重い刑をもって処断される（破壊活動防止法41条）。

## 外患援助罪

### 保護法益
外患誘致罪の保護法益と同様に、本罪は国家の対外的存立を保護法益とする。

### 行為
「軍務に服すること」とは、外国政府の組織する軍隊に参加することであり、戦闘への参加の有無、役割（兵站、諜報、医療等）に拘らない。「軍事上の利益を与えること」とは、軍務に服さず協力することであり、その態様は、外国軍に協力し軍事行動を行う、兵站・諜報活動等の後方支援、占領地域において占領政策への協力等全ての形態を含む。しかし、人道的な医療行為等は緊急性における違法性阻却事由として、また、占領下における強制による協力行為は期待可能性を欠くものとして、責任を阻却ないし軽減されるものであると解される。

### 法定刑
本罪の法定刑は死刑または無期もしくは2年以上の拘禁刑である。

### 未遂
本罪の未遂は罰する（刑法87条）。

### 共犯
外患援助の教唆をなし、またはこれらの罪を実行させる目的をもってその罪のせん動をなした者も、外患誘致の教唆の場合と同様に7年以下の拘禁刑に処される（破壊活動防止法38条1項）。この場合に教唆された者が教唆に係る犯罪を実行するに至ったときは、刑法総則に定める教唆の規定の適用は排除されず、双方の刑を比較して重い刑をもって処断される点も同様である（破壊活動防止法41条）。

## 外患予備罪・外患陰謀罪
罪質の重大性に鑑み、予備・陰謀をした者も1年以上10年以下の拘禁刑に処せられる（刑法88条）。